# COPPPAL
La Conferenza permanente dei partiti politici dell'America Latina e dei Caraibi (in francese Conférence permanente des partis politiques d'Amérique latine et des Caraïbes; in spagnolo Conferencia Permanente de Partidos Políticos de América Latina y el Caribe, COPPPAL) è un'organizzazione internazionale di partiti politici dell'America Latina e dei Caraibi.
È stata creata su richiesta del Partito Rivoluzionario Istituzionale il 12 ottobre 1979 ad Oaxaca in Messico, e riunisce partiti politici liberali, socialdemocratici, cristiano-democratici ed altri partiti politici di sinistra.
Il suo primo presidente (1979-1981) è stato Gustavo Carvajal Moreno del Messico (PRI). Il suo attuale presidente è il politico messicano Alejandro Moreno Cárdenas (PRI).
L'organizzazione non governativa multilaterale è stata definita dal suo statuto come un "forum di partiti nazionalisti che danno priorità alla sovranità, promuovendo al contempo un ordine internazionale più giusto ed egualitario".
 

L'organizzazione promuoverebbe questo obiettivo tramite
"difendere la democrazia e le istituzioni giuridiche e politiche, favorendone lo sviluppo e il miglioramento; rafforzare il principio di autodeterminazione dei popoli dell'America Latina; promuovere l'integrazione regionale; sostenere qualsiasi iniziativa per il disarmo; promuovere la difesa, la sovranità e un migliore utilizzo delle risorse naturali di ogni paese della regione; dare impulso allo sviluppo; promuovere organizzazioni regionali latinoamericane e azioni congiunte che consentano l'instaurazione di un ordine economico internazionale più giusto; difendere e promuovere il rispetto dei diritti umani." 
L'organizzazione è stata guidata dal PRI tra la sua fondazione nel 1979 e il 1984, e di nuovo tra il 1989 e il 2005. Antonio Cafiero del Partito Giustizialista (Argentina) è stato eletto presidente del comitato di coordinamento nel 2005, e Gustavo Carvajal Moreno del PRI (Messico) è stato eletto come presidente aggiunto. Cafiero è stato succeduto nel 2011 da Pedro Joaquín Coldwell del PRI. Il comitato coordina lo scambio giovanile, le attività consultive e altre attività tra i suoi partiti membri, così come con la Conferenza Internazionale dei Partiti Politici Asiatici (ICAPP).